# The Giggle
"The Giggle" é o terceiro e último dos especiais de 60 anos da série de ficção científica britânica Doctor Who, transmitido originalmente através da BBC One e Disney+ em 9 de dezembro de 2023. Foi escrito pelo roteirista e showrunner Russell T Davies e dirigido por Chanya Button. Apresenta as últimas aparições regulares de David Tennant como o Décimo quarto Doutor e de Catherine Tate como sua acompanhante, Donna Noble. Também presenta Ncuti Gatwa em sua primeira aparição como o Décimo quinto Doutor e tem como ator convidado Neil Patrick Harris como o Toymaker, um personagem visto pela última vez no serial The Celestial Toymaker em 1966. O episódio também apresenta o retorno de Jemma Redgrave e Bonnie Langford como a comandante da UNIT Kate Lethbridge-Stewart e Mel Bush, respectivamente.
Ambientado logo após os eventos de "Wild Blue Yonder", o episódio mostra o Doutor, Donna e a UNIT confrontando o retorno do antigo inimigo do Doutor, o Toymaker, que está por trás de uma série de sinais em forma de "risada" sendo transmitidos por equipamentos eletrônicos fazendo com que a raça humana enlouqueça com suas opiniões.
O episódio foi assistido por 6,85 milhões de telespectadores e recebeu avaliações positivas da crítica, que elogiou o roteiro e o desempenho de Harris.

## Enredo
O Doutor e Donna são levados pela UNIT para sua sede, enquanto a população mundial se torna inexplicavelmente violenta. O Doutor se reencontra com Shirley, a chefe da UNIT, Kate Lethbridge-Stewart, e sua ex-acompanhante e amiga Melanie Bush. O Doutor determina a causa da violência como uma risada de um filme da boneca Stooky Bill de 1925, que John Logie Baird gravou para demonstrar sua invenção, a televisão.
O Doutor e Donna viajam para 1925 e descobrem que o Toymaker vendeu a Stooky Bill para o assistente de Baird. O Toymaker prende os dois em seu domínio e revela que transmitiu o sinal para fazer a humanidade jogar um jogo de debate sem fim, fazendo eles estarem agressivamente convencidos de que todas as suas crenças estão certas. O Doutor e o Toymaker jogam cartas, sendo que este último vence. Porém, o Doutor afirma que por ter vencido o jogo no último encontro entre eles, os dois estão empatados. O Toymaker resolve fazer uma última brincadeira com ele e se transporta para os dias atuais, com o Doutor e Donna o perseguindo.
O Toymaker ataca a UNIT antes de assumir o controle de um canhão laser. Ele raciocina que já que enfrentou encarnações separadas do Doutor para cada jogo, ele deve enfrentar outra, e usa o raio para matar o Doutor, desencadeando sua regeneração. No entanto, para surpresa de todos, o Doutor se divide em duas encarnações via uma "bi-generação". Tanto o Décimo quarto quanto o novo Décimo quinto Doutor desafiam o Toymaker para um jogo básico de pega-pega. Os Doutores saem vitoriosos e o Toymaker é banido da existência.
A bordo da TARDIS, o Décimo quinto Doutor avisa seu antecessor que ele precisa se recuperar dos extensos traumas que suas encarnações passadas acumularam ao longo de suas vidas. Donna sugere ao Décimo quarto Doutor que seu antigo rosto voltou porque ele está emocionalmente exausto e subconscientemente reconheceu essa necessidade. Ela o convida a pensar em deixar de viajar e ficar com ela e sua família, mas ele reluta em deixar a TARDIS para trás. O Décimo quinto Doutor, percebendo que as regras de jogo do Toymaker ainda se aplicam - quando alguém ganha um dos seus jogos, recebe um prêmio - usa um martelo de dentro da TARDIS para criar uma segunda TARDIS idêntica, da qual ele parte após uma alegre despedida. O Décimo quarto Doutor se estabelece com Donna e sua família, enquanto o Décimo quinto Doutor viaja pelo universo.

### Continuidade
O Toymaker provoca o Doutor, lembrando-o do destino infeliz de três de suas antigas companhias: Amy Pond, Clara Oswald e Bill Potts, todas as quais ele conheceu depois de deixar Donna para trás. Ele responde às tentativas do Doutor de explicar as nuances da saída de cada uma delas com um desdenhoso "Bem, então tudo bem!"

## Produção
Chanya Button dirigiu o episódio. As filmagens dos especiais começaram em maio de 2022 e terminaram no final de julho do mesmo ano.

### Elenco
David Tennant e Catherine Tate retornaram à série como parte dos especiais de 60 anos da série. Tennant e Tate fazem suas últimas aparições regulares como o Décimo quarto Doutor e Donna Noble, respectivamente. Ncuti Gatwa fez ainda sua primeira aparição como o Décimo quinto Doutor. Neil Patrick Harris aparece como o Toymaker, visto pela última vez no serial The Celestial Toymaker de 1966, então interpretado por Michael Gough. Um dublê não creditado substituiu Wilfred em "The Giggle", que contou com o uso de uma gravação de arquivo de áudio de Cribbins de "The Poison Sky" (2008).
O episódio apresenta o retorno a personagem Kate Lethbridge-Stewart, interpretada por Jemma Redgrave, vista pela última vez em "The Power of the Doctor" (2022) e de Mel Bush, interpretada por Bonnie Langford, que fez suas últimas aparições importantes no serial Dragonfire (1987), depois de ela também fazer uma breve participação especial nos momentos finais de "The Power of the Doctor".

## Transmissão e recepção

### Transmissão
"The Giggle" foi transmitido no Reino Unido pela BBC One e internacionalmente no Disney+ em 2 de dezembro de 2023 como o terceiro e último dos especiais de 60 anos da série.

### Audiência
O episódio foi assistido por 4,62 milhões de telespectadores durante a noite de exibição, e obteve uma pontuação no Índice de Apreciação de 85. Foi o terceiro programa mais assistido da noite. A audiência consolidada foi de 6,85 milhões de telespectadores, classificando o episódio como o décimo programa mais assistido da semana, superado apenas por I'm a Celebrity...Get Me Out of Here! e Strictly Come Dancing.

### Recepção crítica
| Críticas profissionais: | Críticas profissionais: |
| Pontuações agregadas    | Pontuações agregadas    |
| Fonte                   | Avaliação               |
| ----------------------- | ----------------------- |
| Rotten Tomatoes         | 100%                    |
| Avaliações da crítica   |                         |
| Fonte                   | Avaliação               |
| Empire                  | [ 19 ]                  |
| The Independent         | [ 20 ]                  |
| The Guardian            | [ 21 ]                  |
| The Daily Telegraph     | [ 22 ]                  |
| i                       | [ 23 ]                  |

O especial recebeu críticas positivas, com elogios ao desempenho de Neil Patrick Harris e à escrita do episódio. No Rotten Tomatoes, um site agregador de resenhas, 100% dos 7 críticos deram a "The Giggle" uma crítica positiva. O consenso do site diz: "Finalizando o encore de David Tennant, 'The Giggle' dá uma reviravolta no conceito regenerativo de Doctor Who e dá aos fãs o melhor dos dois mundos."
Em uma crítica para o Den of Geek, Chris Allcock elogiou o personagens regressantes, embora tenha ficado desapontado por Mel não ter mais o que fazer comparando-a com Ace e Tegan em "The Power of the Doctor".
A reviravolta na história da "bi-generação" foi recebida com uma reação polarizadora dos fãs da série, com alguns elogiando-o como um conceito interessante, enquanto outros sentiram que isso prejudicaria o papel de Gatwa como o Décimo quinto Doutor na 14.ª temporada que se seguiria. Escrevendo para o Vox, Constance Grady achou que a reviravolta era desnecessária e foi contra o ponto da regeneração. Em outro artigo para o Den of Geek, Andrew Blair acreditou que a bi-generação ofereceu um novo começo para Doctor Who continuar. Em 2024 , o episódio foi indicada ao prêmio BAFTA de momento mais memorável na TV. Perdeu para Happy Valley.

## Home media
"The Giggle", junto com os outros dois especiais, "Wild Blue Yonder" e "The Star Beast", foram lançados juntos em DVD e Blu-ray em 18 de dezembro de 2023 como parte da "coleção de 60 anos".
Uma romantização do episódio, escrita por James Goss, foi lançada como um e-book em 14 de dezembro de 2023. A edição em brochura foi disponibilizada para pré-encomenda em julho de 2023 e foi lançada em 11 de janeiro de 2024 como parte da Target Collection. Foi lançado como um audiolivro lido por Dan Starkey em 11 de janeiro de 2024. Starkey já havia aparecido como vários Sontarans, mais notavelmente Strax.